# Malcolm Linton
Malcolm Linton (11 de octubre de 1956, Londres, Reino Unido) es un fotógrafo británico-estadounidense especializado en temas de conflicto y en crisis humanitarias. Ha realizado reportajes en varios países de América Latina, África y Europa Oriental (incluyendo Rusia). Su trabajo ha aparecido en las revistas Time, Newsweek, Stern, Paris Match y National Geographic. En 2015, publicó el libro Tomorrow is a Long Time junto con el periodista Jon Cohen y en 2018 Metamorfosis: Guerrilleros en busca de la paz.

## Trayectoria
Se graduó de Literatura inglesa de la Universidad de Sussex en 1980. Comenzó su carrera en el periodismo en 1983 como reportero para el Daily Journal de Caracas en Venezuela. En 1985 se trasladó a Colombia, donde trabajó como independiente para medios británicos y estadounidenses. 
En 1989 se vinculó a la agencia Reuters y realizó sus primeros trabajos como fotoperiodista en la guerra civil de El Salvador, la Invasión estadounidense de Panamá en 1989 y la derrota del sandinismo en las elecciones de 1990 en Nicaragua.
Durante los siguientes 10 años, vivió en Rusia y África y trabajó para las agencias de fotografía Sipa Press, Black Star, Liaison y Vu. Cubrió la caída de la Unión Soviética, la crisis de refugiados que produjo el genocidio de Ruanda en Congo, los amputados de la guerra en Sierra Leona, la esclavitud contemporánea en Mauritania, la caída de Mobutu en Zaire y la epidemia de ébola de 1995 en el mismo país.
En 2001 se trasladó a Nueva York. Durante los años 2000 produjo documentales en América Latina para UNICEF, así como piezas sobre los refugiados de la región de Darfur (al occidente de Sudán) en el vecino Chad. En 2013 adoptó la ciudadanía norteamericana.
Durante los años 2010 realizó estudios de Enfermería en el Hunter College en Nueva York, de donde se graduó en 2013. A su vez, trabajó con Jon Cohen en la ciudad de Tijuana, al norte de México. Fruto de esa colaboración es Tomorrow is a Long Time, un extenso reportaje gráfico sobre la epidemia de VIH/sida en esa ciudad fronteriza.
Linton regresó a Colombia en 2015. Allí inició en 2016 el proyecto Cuando Seca La Tinta (When The Ink Dries), que trata sobre la reinserción de los excombatientes de las Fuerzas Armadas Revolucionarias de Colombia (Farc) a la sociedad civil. Este incluye varias exhibiciones y un libro de fotografía en gran formato publicado en 2018 y titulado Metamorfosis: Guerrilleros en busca de la paz.